# Franz Guido Hempel
Franz Guido Hempel (* 10. März 1818 in Pulsnitz; † 18. August 1885 in Ohorn) war ein sächsischer Rittergutsbesitzer und Politiker.

## Leben
Hempel wurde 1818 in Pulsnitz als Sohn des Kaufmanns und Fabrikanten Friedrich August Hempel auf Ohorn, Oberrengersdorf, Särichen und Vornaundorf geboren. Nach einem Studium an der Universität Leipzig trat er als Referendar in die Kreisdirektion Leipzig ein. Hempel wurde danach in die Kreisdirektion Dresden berufen und in das sächsische Ministerium des Inneren berufen. 1851 wurde er zum Regierungsrat ernannt und im Folgejahr in die Kreisdirektion Zwickau versetzt. Als er Rittergut Ohorn 1851 von seinem Vater übernahm, hatte es einen Wert von 110.000 Talern. 1855 wechselte Hempel an die Kreisdirektion Bautzen, wo er als erster Rat tätig war. Die Stände des Oberlausitzer Kreises wählten ihn zum Landesbestallten und 1869 zum Landesältesten. Von 1857/58 bis 1859 gehörte Hempel als stellvertretender Abgeordneter der Rittergutsbesitzer der Oberlausitz der II. Kammer des Sächsischen Landtags an. 1860 wählten ihn die Rittergutsbesitzer der Oberlausitz zum lebenslänglichen Mitglied der I. Kammer des Sächsischen Landtags. Ab dem Landtag 1877/78 gehörte er als Vizepräsident der Kammer dem Landtagspräsidium an. In dieser war er Mitglied der Finanzdeputation. Sein Amt als Landesältester legte er zum 1. Juni 1885 nieder, knapp drei Monate vor seinem Tod.
Sein Sohn Georg Hempel (1847–1904) übernahm das Rittergut Ohorn und war Reichs- und Landtagsabgeordneter. Ein weiterer Sohn Kurt Hempel (1857–1922) war ein sächsischer General, ebenfalls Besitzer des Rittergutes Ohorn und Landtagsabgeordneter.